# Kickboxer-filmek
A Kickboxer hét filmből álló amerikai filmes franchise.
Az első rész főszereplője a harcművész Kurt Sloane, Jean-Claude Van Damme alakításában. A második részt Van Damme a Dupla dinamit című film forgatása miatt nem vállalta el, így az új főszereplő David Sloane (Sasha Mitchell), Kurt öccse lett – Mitchell a harmadik és negyedik részben is eljátszotta David szerepét. Az ötödik részben David helyett Matt Reeves (Mark Dacascos), a Sloane család barátja az új főszereplő.
Hosszú kihagyás után, a 2010-es években jelent meg az eredeti sorozat rebootja, két filmmel (Kickboxer: A bosszú ereje – 2016, Kickboxer: Megtorlás – 2018). Mindkét filmben Alain Moussi formálja meg Kurt Sloane-t, míg mesterét Van Damme, az első film főszereplője alakítja. A tervek szerint egy harmadik, befejező részt is bemutatnak a sorozathoz, Kickboxer: Armageddon címmel, de a megjelenési dátum egyelőre bizonytalan.

## Filmek
Eredeti sorozat
- Kickboxer – Vérbosszú Bangkokban (1989)
- Kickboxer 2. – Az út visszafelé (1991)
- Kickboxer 3. – A küzdés művészete (1992)
- Kickboxer 4. – Az agresszor (1994)
- Kickboxer 5. – Az igazság nevében (1995)

Reboot
- Kickboxer: A bosszú ereje (2016)
- Kickboxer: Megtorlás (2018)
- Kickboxer: Armageddon (TBA)

## Szereplők
| Szereplő         | Eredeti filmek        | Eredeti filmek  | Eredeti filmek | Eredeti filmek                          | Eredeti filmek | Reboot                | Reboot                  | Reboot              |
| Szereplő         | Kickboxer             | Kickboxer 2.    | Kickboxer 3.   | Kickboxer 4.                            | Kickboxer 5.   | A bosszú ereje        | Megtorlás               | Armageddon          |
| Szereplő         | 1989                  | 1991            | 1992           | 1994                                    | 1995           | 2016                  | 2018                    | TBA                 |
| ---------------- | --------------------- | --------------- | -------------- | --------------------------------------- | -------------- | --------------------- | ----------------------- | ------------------- |
| Kurt Sloane      | Jean-Claude Van Damme | Emmanuel Kervyn |                | Jean-Claude Van Damme (archív felvétel) |                | Alain Moussi          | Alain Moussi            | Alain Moussi        |
| Tong Po          | Michel Qissi          | Michel Qissi    |                | Kamel Krifa                             |                | Dave Bautista         |                         |                     |
| Eric Sloane      | Dennis Alexio         | Casey Stengel   |                | Dennis Alexio (archív felvétel)         |                | Darren Shahlavi       |                         |                     |
| Xian Chow mester | Dennis Chan           | Dennis Chan     | Dennis Chan    |                                         |                |                       |                         |                     |
| David Sloane     |                       | Sasha Mitchell  | Sasha Mitchell | Sasha Mitchell                          |                |                       |                         |                     |
| Matt Reeves      |                       |                 |                |                                         | Mark Dacascos  |                       |                         |                     |
| Mr. Negaal       |                       |                 |                |                                         | James Ryan     |                       |                         |                     |
| Durand mester    |                       |                 |                |                                         |                | Jean-Claude Van Damme | Jean-Claude Van Damme   | TBA                 |
| Mongkut          |                       |                 |                |                                         |                |                       | Hafþór Júlíus Björnsson |                     |
| Thomas Moore     |                       |                 |                |                                         |                |                       | Christopher Lambert     | Christopher Lambert |
| Briggs           |                       |                 |                |                                         |                |                       | Mike Tyson              | Mike Tyson          |

## Stábtagok
| Film                              | Rendező(k)                   | Producer(ek)                                        | Forgatókönyvíró(k)                   | Zeneszerző(k)                    |
| --------------------------------- | ---------------------------- | --------------------------------------------------- | ------------------------------------ | -------------------------------- |
| Kickboxer – Vérbosszú Bangkokban  | - Mark DiSalle - David Worth | Mark DiSalle                                        | Glenn A. Bruce                       | Paul Hertzog                     |
| Kickboxer 2. – Az út visszafelé   | Albert Pyun                  | Tom Karnowski                                       | David S. Goyer                       | - Anthony Riparetti - James Saad |
| Kickboxer 3. – A küzdés művészete | Rick King                    | Michael D. Pariser                                  | Dennis A. Pratt                      | Harry Manfredini                 |
| Kickboxer 4. – Az agresszor       | Albert Pyun                  | Jessica G. Budin                                    | - Albert Pyun - David Yorkin         | Anthony Riparetti                |
| Kickboxer 5. – Az igazság nevében | Kristine Peterson            | Michael S. Murphey                                  | Rick Filon                           | John Massari                     |
| Kickboxer: A bosszú ereje         | John Stockwell               | - Nicholas Celozzi - Ted Field - Dimitri Logothetis | - Dimitri Logothetis - Jim McGrath   | Adam Dorn                        |
| Kickboxer: Megtorlás              | Dimitri Logothetis           | - Dimitri Logothesis - Robert Hickman               | - Dimitri Logothetis - James McGrath | Adam Dorn                        |
| Kickboxer: Armageddon             | Dimitri Logothetis           |                                                     |                                      |                                  |

## Fordítás
- Ez a szócikk részben vagy egészben  a   Kickboxer (film series) című angol Wikipédia-szócikk fordításán alapul.  Az eredeti cikk szerkesztőit annak laptörténete sorolja fel. Ez a jelzés csupán a megfogalmazás eredetét és a szerzői jogokat jelzi, nem szolgál a cikkben szereplő információk forrásmegjelöléseként.